# Aimee-Ffion Edwards
Aimee-Ffion Edwards (Newport, 21 novembre 1987) è un'attrice e cantante gallese, conosciuta soprattutto per aver interpretato il ruolo di Sketch nella seconda stagione della serie Skins, vincitrice del premio BAFTA, per il ruolo di Sophie nella serie BBC Detectorists, e per il ruolo di Esme Shelby nella serie britannica Peaky Blinders.

## Carriera
Prima di recitare in Skins, nel 2006, Aimee-Ffion ha studiato canto classico per partecipare al talent show televisivo gallese Wawffactor, sul modello dell'inglese Pop Idol. Parla fluentemente inglese e gallese.
Il debutto da attrice di Aimee-Ffion è avvenuto nel 2002, con il cortometraggio Dŵr Dwfn, mentre ha debuttato a teatro nel 2008, con lo spettacolo SH*T-M*X ai Trafalgar Studios di Londra.
Nel 2009, l'attrice è apparsa nell'episodio di san Valentino della soap opera Casualty (Stand by me), nel ruolo di un'adolescente che cerca uno speed-date di rimpiazzo in un reparto dell'ospedale di Holby City, e finisce coinvolta in un serio incidente causato da una sparatoria. Nel primo episodio di Casualty 1909, ha interpretato una ragazzina di nome Deborah Lynch, che aveva subito abusi da parte del padre. Attualmente recita anche in Jerusalem, nuovo spettacolo teatrale di Jez Butterworth messo in scena al Royal Court Theatre.
Nel 2010 è apparsa in un episodio del teen drama soprannaturale Being Human, nel ruolo di una maschera teatrale fantasma.

## Filmografia

### Cinema
- Mia moglie è un fantasma (Blithe Spirit), regia di Edward Hall (2020)

### Televisione
- Skins – serie TV, 7 episodi (2008)
- Casualty – serie TV, episodio 23x25 (2009)
- Casualty 1909 – serie TV, episodio 1x01 (2009)
- Being Human – serie TV, episodio 2x06 (2010)
- Law & Order: UK – serie TV, episodio 3x02 (2010)
- Luther  - serie TV, 4 episodi (2011)
- Peaky Blinders – serie TV, 14 episodi (2013-2017)
- Detectorists - serie TV (2014-2017)
- Troy - La caduta di Troia (Troy - Fall of a City) – miniserie TV, 7 puntate (2018)
- The Race - Corsa mortale (Curfew) – serie TV (2019)
- Slow Horses – serie TV, 14 episodi (2022-in corso)

### Videogiochi
- Elden Ring (2022)
- Xenoblade Chronicles 3 (2022)

## Doppiatrici italiane
- Mariagrazia Cerullo in Mia moglie è un fantasma